# Instituto de Física de Líquidos y Sistemas Biológicos
El Instituto de Física de Líquidos y Sistemas Biológicos (IFLySiB) es un instituto de investigación científica en temas de física y biofísica ubicado en La Plata, Argentina.  Es una unidad de investigación con doble dependencia (CONICET y Universidad Nacional de La Plata). Fue fundado en 1980.

## Historia
El Instituto de Física de Líquidos y Sistemas Biológicos  se creó el 29 de diciembre de 1980 por resolución N.º 1083-80 del Consejo Nacional de Investigaciones Científicas y Técnicas sobre la base del Departamento de Biofísica del IMBICE a cargo del Dr. Raúl Grigera y el grupo de Mecánica Estadística de la Facultad de Ciencias Exactas dirigido por el Dr. Antonio Rodríguez a fin de institucionalizar la estrecha colaboración académica existente y racionalizar el apoyo de las Instituciones que los patrocinan.
Posteriormente, el 9 de marzo de 1981, se firmó un convenio de cooperación con la Universidad Nacional de La Plata y luego con la comisión de Investigadores Científicas de la Provincia de Buenos Aires.
El 18 de noviembre de 1985, las tres partes intervinientes acordaron firmar el acta de rescisión de los convenios que dieron lugar a la creación de centro e institutos y se dispuso que el Instituto de Física de Líquidos y Sistemas Biológicos (IFLYSIB) dependa jurídica, orgánica y académicamente de la Universidad Nacional de La Plata.
El 9 de diciembre de 1985, por resolución N.º 1061/85 del Rector Normalizador de la Universidad Nacional de La Plata, se estableció que el IFLYSIB dependa académica y administrativamente de la Facultad de Ciencias Exactas de la Universidad Nacional de la Plata.
El 3 de diciembre de 1985, por resolución N.º 1061-85, se designó al Dr. Antonio E. Rodríguez, quien en esa fecha se desempeñaba en la Dirección del IFLYSIB, Director interino por un periodo máximo de seis meses y se dispuso que en ese lapso se proceda al llamado a concurso para la provisión futura del cargo, de acuerdo a la Resolución del Rector Normalizador N.º 1097/85.
El 13 de junio de 1986, por Resolución N.º 29/86 el presidente de la Universidad Nacional de La Plata prorrogó la designación del Dr. Antonio E. Rodríguez como Director Interino por un nuevo período de 6 meses.
El 20 de abril de 1987, por Resolución N.º 149 del Presidente de la Universidad Nacional de La Plata se prorrogó la designación del Dr. Antonio Rodríguez como Director Interino hasta el 11 de septiembre de 1987; luego el Decano de la Facultad de Ciencias Exactas por Resolución N.º 282 del 6 de mayo de 1988 prorroga la designación del Dr. Antonio Rodríguez como Director hasta la sustanciación del concurso para cubrir el cargo de Director del Instituto. El 28 de noviembre de 1988, por Resolución N.º 997/88 de la Facultad de Ciencias Exactas se llama a concurso para cubrir el cargo de Director del IFLYSIB.
Como resultado de dicho concurso se designó Director del IFLYSIB al Dr. José Raúl Grigera, quien se hizo cargo de la Dirección del Instituto el 1 de junio de 1989, por el término de cuatro años según Resolución N.º 529/89 de la Facultad de Ciencias Exactas.
El 11 de noviembre de 1990 se firmó un convenio entre el CONICET y la Universidad Nacional de La Plata reincorporando los Institutos y Centros que fueran desvinculados del CONICET el 18 de noviembre de 1985. Como consecuencia del mismo, el IFLYSIB pasó a tener el carácter de Instituto Asociado al CONICET.
En base al acuerdo marco entre la Universidad Nacional de La Plata y la Comisión de Investigaciones Científicas de la provincia de Buenos Aires firmando en 1991 en diciembre del mismo año se firmó un anexo por el cual la CIC patrocina actividades en el IFLYSIB.
El Consejo Nacional de Investigaciones Científicas, por Resolución N.º 026/93, convalidó lo actuado por el director, Dr. J. Raúl Grigera, desde el 13 de noviembre de 1990 hasta el 15 de enero de 1993 y presto acuerdo a su designación, efectuada por la Universidad Nacional de La Plata, la que será válida hasta el 1 de junio de 1993.
El Consejo Nacional de Investigaciones Científicas y Técnicas, por Resolución Nº831 del 15 de junio de 1993, presta acuerdo para que la Universidad Nacional de La Plata prorrogue la designación del Dr. J. Raúl Grigera como Director del IFLYSIB hasta el 1 de septiembre de 1995 y por Resolución N.º 1551/95 hasta el 1 de septiembre de 1996.
Durante 1996 se efectuó un nuevo llamado a concurso abierto para la provisión del cargo de Director.
Como resultado del mismo- realizado conjuntamente entre la Universidad Nacional de La Plata y el CONICET- fue designado el Dr. J. Raúl Grigera Director del IFLYSIB por el término de cuatro años.
En el año 2001 se efectuó un nuevo llamado a concurso abierto para la cobertura del cargo del director.
Por Resolución conjunta con la UNLP N.º 6/08 y CONICET 0010/030 se designó al Dr. Grigera  como Director IFLYSIB por 5 años a partir de 2003.
Durante 2009 se efectuó un nuevo llamado a concurso abierto para la provisión del cargo de Director. Como resultado del mismo-realizado conjuntamente entre la Universidad Nacional de La Plata y el  IFLYSIB CONICET- fue designado el Dr. Ezequiel V. Albano Director del IFLYSIB por el término de cinco años a partir de julio de 2010.
- Datos: Q30266612